# Fredrik Jonsson
Fredrik Jan Ivan Jonsson, född 25 mars 1995, är en svensk före detta fotbollsspelare. Han spelade mellan 2013 och 2014 för GAIS i Superettan.

## Klubbkarriär

### GAIS
Jonsson började spela i GAIS som sjuåring. I april 2013 flyttades han upp i A-truppen och skrev på ett ettårskontrakt. Under säsongen 2013 gjorde han fyra inhopp samt ett mål. I januari 2014 förlängde han sitt kontrakt med ett år. Han spelade nio matcher, varav två från start samt gjorde ett mål under säsongen 2014. Efter säsongen valde Jonsson att lämna GAIS.

## Landslagskarriär
Jonsson landslagsdebuterade för Sveriges U17-landslag den 30 augusti 2011 mot Slovakien. Matchen slutade med en 2–1-förlust och Jonsson byttes in i den 68:e minuten tillsammans med Billy Nordström mot Pontus Nordenberg och Robert Mirosavic. Två dagar senare spelade han sin första match från start för U17-landslaget. Denna match slutade med en 3–2-förlust och Jonsson byttes ut i den 76:e minuten mot Malek Iskander. Totalt spelade han tre matcher för U17-landslaget.
Den 10 juni 2013 debuterade Jonsson för det svenska U19-landslaget i en 2–1-vinst över Rumänien. Han blev inbytt i den 39:e minuten mot Christian Kouakou och gjorde sitt första landslagsmål på tilläggstid i den första halvleken. Han spelade tre matcher samt gjorde ett mål för U19-landslaget.